# داود سرخوش
داود سرخوش هو شاعر ومغني وموسيقي. ينتمي إلى شعب هزارة الذي يعد ثالث أكبر مجموعة عرقية في أفغانستان.

## نبذة
ولد سرخوش في 26 أبريل 1971 في أروزكان، أفغانستان. كان مصدر إلهامه هو شقيقه الأكبر سرور سرخوش، وهو موسيقي وطني أسطوري في عصره والذي قُتل خلال الحرب الأهلية. بعد وفاة شقيقه ساركوش هاجر إلى باكستان أولاً إلى مدينة بيشاور ثم انتقل إلى كويته.

## روابط خارجية
- داود سرخوش على موقع IMDb (الإنجليزية)
- داود سرخوش على موقع ديسكوغز (الإنجليزية)